# Losonc–Kalonda–Nagykürtös-vasútvonal
A Losonc–Kalonda–Nagykürtös vasútvonal egy egyvágányú, villamosítatlan vasútvonal Szlovákia déli részén. Menetrendi száma 161-es. Korridorvasút, azaz Magyarország területén keresztül biztosít vasúti összeköttetést a szlovákiai Nagykürtös (Veľký Krtíš) és Losonc (Lučenec) között, Ipolytarnóc és Nógrádszakál között a  MÁV Aszód–Balassagyarmat–Ipolytarnóc-vasútvonalának egy szakaszát használva, passage (nem péage) jog keretében. Nagykürtösre ma már csak tehervonatok közlekednek, a személyszállítás a szlovákiai vonalszakaszokon megszűnt. A személyvonatok a Losonc–Kalonda szakaszon sem járnak. (Hasonló az ausztriai Sopronkeresztúri vonal, ez is csak Magyarországon keresztül közelíthető meg, ausztriai vasúti kapcsolata nincs.)

## Története
Az Osztrák-Magyar Monarchia idején a vasútvonalak sugaras szerkezetben épültek meg: minden vonal Budapest felé tartott, így viszonylag kevés volt a kelet-nyugati irányú keresztkapcsolat. Losonc városa is Budapest felől kapta meg kapcsolatát, onnan építették tovább Fülek felé 1871. június 18-án. 1896. szeptember 15-én Losonc és Balassagyarmat között is megépült a vasút.
A nagykürtösi szakasz története 1946-ban kezdődött, amikor a csehszlovák vasút új kelet-nyugati kapcsolatot szeretett volna kiépíteni. Az első elképzelés egy Losonc-Kékkő-Hontnémeti közti vasút volt, leágazással Kékkőtől Tótpelsőc felé. A második terv egy Ipoly-menti vasút lett volna: Losonc-Bussa-Tótgyarmat-Ipolyság útvonalon, a nyugati fele Csata felé, a keleti fele Kassa felé adott volna kapcsolatot. A terveket a szénszállítás indokolta Zólyom és a nemeskosztolányi erőmű felé. A magas építési költségek miatt végül egy harmadik megoldás került terítékre: egy megállapodás a MÁV-val, melynek keretén belül egy Kishalomról induló szakaszt építenének Bussáig majd át a magyar határon Nógrádszakálig, ahol már adott volt a határátmenet Ipolytarnócról Losonc felé. Az államközi szerződések megkötése után 1951. szeptember 12-én indulhatott meg a forgalom. 1978. február 28-án Kishalom és Nagykürtös között is megépült a pálya.
1992-ben Bussa és Nagykürtös között megszűnt a személyforgalom, kihasználatlanság miatt, majd 2003-ban a Losonc-Kalonda szakaszon is.